# Romain Illary
 (juin 2022).
Romain Illary, né le 11 juillet 1893 à Estagel et mort dans la même ville le 20 septembre 1988, est un ouvrier agricole français, militant socialiste et syndicaliste.

## Biographie
Il travaille à Estagel, dans les Pyrénées-Orientales. Membre de la fédération socialiste des Pyrénées-Orientales (groupe d’Estagel) et de la fédération départementale des Travailleurs de la terre, il joue un certain rôle au Parti Socialiste, bien que de second plan. Le 7 avril 1912, il représente le groupe socialiste d’Estagel au congrès fédéral de Rivesaltes. Opposé à la loi sur le service militaire (loi des trois ans), il anime un meeting contre celle-ci avec  Claude Risal, secrétaire fédéral. Le 11 septembre 1913, il reconstitue le groupe socialiste de Tautavel. Il refuse de se présenter à Perpignan aux élections législatives. 
En 1911, il est élu membre de la commission constitutive de l’UD-CGT des Pyrénées-Orientales, puis, en 1912, secrétaire de l'Union Départementale, fonction qu'il occupe pendant un mois. 

## Sources
- Le Socialiste des Pyrénées-Orientales, 13 avril 1912, 23 janvier 1914 (n° 611), 7 février 1914.
- Étienne Frenay, « Les Débuts du mouvement syndical dans les Pyrénées-Orientales (1894-1914), Cahiers d’études et de recherches catalanes des Archives, n° 30, Perpignan, 1965, p. 303 »